# Gordon Orchardson
Gordon Quiller Orchardson (ur. w 1885 w Thanet, zm. w 1969 w Nairobi, szkocki hokeista na trawie. Brązowy medalista olimpijski z Londynu (1908).
Na igrzyska olimpijskie został powołany jako zawodnik Cartha Athletic Club. Był na nich napastnikiem.
Grał w dwóch meczach, jakie Szkoci rozegrali w turnieju. 29 października 1908, w meczu pierwszej rundy, Szkoci wygrali z Niemcami 4-0. 30 października w meczu półfinałowym, zmierzyli się oni z Anglikami. Szkocja przegrała 1-6, tym samym odpadając z turnieju. Pokonani w półfinałach mieli jednak zagwarantowany brązowy medal olimpijski, bowiem nie rozgrywano meczu o trzecie miejsce (medale zdobyły wszystkie cztery drużyny z Wielkiej Brytanii (Anglia, Irlandia, Szkocja i Walia), jednak wszystkie przypisywane są Zjednoczonemu Królestwu). Orchardson nie strzelił jednak żadnego gola.